# ダムビン・チャグダルジャヴ
ダムビン・チャグダルジャヴ（チャグラルジャブ、Дамбын Чагдаржав、Dambyn Chagdarjav、1880年 - 1922年8月22日）は、モンゴルの政治家、革命家。1921年3月から4月まで、モンゴル臨時政府の首相を務めた。モンゴル人民革命党を結成した「最初の7人」の1人である。

## 生い立ち
1880年、現在のセレンゲ県に生まれる。長じて商人となり、1916年から1917年にはイギリスとロシアに渡っている。

## モンゴル人民党結成
1919年、ニースレル・フレー（現在のウランバートル）で、ドグソミーン・ボドーを中心にホルローギーン・チョイバルサンらとともに、秘密革命組織「領事館丘グループ」（Konsulyn Denj）を結成した。同グループは革命の中核となると同時にソリーン・ダンザン、ダムディン・スフバートルらの「ズーン・フレー・グループ」（東庫倫グループ）と1920年にモンゴル人民党（現在のモンゴル人民革命党の前身）を結成した。
1920年、モンゴルの中国独立支援を要請するため、ソビエト・ロシアを訪問した。この時、モンゴルからはチャグダルジャヴの他、スフバートル、ダンスランビレギーン・ドグソム、ダンザン、ボドー、チョイバルサン、ダリザビーン・ロソルの革命家7人が訪ソした。チャグダルジャヴとダンザンはモスクワを訪れ、ウラジーミル・レーニンと会見した。このときの7人は、後にモンゴル人民革命党の「最初の7人」と呼ばれるようになった。
使節団がソ連滞在中の1920年10月に、ロマン・ウンゲルン率いる白軍がモンゴルに侵入した。1921年2月、ウンゲルンがニースレル・フレーを攻略すると、3月1日から3日までモンゴル人民党はソ蒙国境のトロイツコサフスクで会議を開催し、党議長にダンザンを選出した。この会議は後に、モンゴル人民革命党の第1回党大会とされた党綱領として「10項目の原則」が採択され、モンゴルは共産主義運動に加わることが宣言された。

## 臨時政府首班
1921年3月13日、党大会の後にモンゴル臨時人民政府が樹立され、チャグダルジャヴは臨時政府の首相に就任した。同年4月16日、チャグダルジャヴはウリャンカイ（トゥヴァ）政府代表となり、後任の首相はボドーが外相兼務で就任した。

## 死
1922年、チャグダルジャヴはボドーとその他4人の元閣僚とともに人民政府打倒、反革命の罪に問われ、同年8月31日に処刑された。チャグダルジャヴとボドーの処刑は、1920年代と1930年代にモンゴルで起きたいくつかの粛清の最初と見なされている。